# 커뮤니케이션 모형
커뮤니케이션 모형에 대해 설명한다.

## 정의

### 커뮤니케이션 정의
커뮤니케이션(communication)이란, 원래 라틴어의 ‘commūnicāre’에서 유래한 것으로 ‘같이 이야기하다’, ‘협의하다’, ‘대담하다’, ‘상담하다’란 뜻을 가진다. 우리말로 ‘의사소통’으로 번역하기도 한다.
커뮤니케이션은 “전달자와 수신자 사이의 정보의 전환, 개인을 포함한 집단간의 의미의 전달”이라고 정의되기도 하고, “일반적인 상징을 통한 정보나 의사의 전달”이라고 정의하기도 한다. 즉, 의사나 정보를 갖고 있는 자가 그것을 받아들이려는 타인에게 전달하는 언어적인 것과 비언어적인 것이 해석되는 모든 과정을 의미한다.

### 조직 내 커뮤니케이션 정의
조직이란 “두 사람 이상이 모여 공통의 목적을 달성하기 위해 상호작용하는 사회적 단위”라고 정의할 수 있다. 조직 내의 상호작용은 커뮤니케이션을 통해 이뤄진다. 여기서 커뮤니케이션이란 상호이해에 도달하기 위해 어떠한 집단, 조직, 또는 사회의 사람들이 정보를 생산하고 공유하여 공동목표를 추구할 수 있게 하는 일련의 모든 과정을 의미한다. 즉, 사회에서 필수적인 요소이고, 개인이나 집단의 가장 기초적인 기반이자 성과를 결정하는 핵심 수단이라고 할 수 있다. (Rogers & Kincaid, 1981).
조직 커뮤니케이션은 사회체계나 조직을 이해하는데 가장 기본적인 과정이며, 조직과 그 구성원들은 커뮤니케이션을 통해 정보교환, 공동의 이해형성, 활동 조정, 영향력 행사, 사회화, 신념체계와 상징체계의 형성과 유지 등을 할 수 있다(Nicholson, 1995). 이러한 커뮤니케이션을 조직의 입장에서 본 “조직커뮤니케이션” 은 둘 이상의 개인이 공동의 목표를 위하여 일련의 활동 체계를 형성하고 유지하기 위해 메시지를 주고 받는 것이라고 정의할 수 있으며(Tompkins, 1984), 조직 커뮤니케이션은 조직 구조에서 관리자, 종업원, 동료들 상호 간 또는 집단 간에 정보전달의 발전된 기술이나 메시지를 통하여 메시지, 관념, 태도를 공유하는 것이라고 정의(Lewis, 1987)하였다.
따라서 조직 커뮤니케이션은 조직내의 구성원들의 의사 전달 및 정보교환을 바탕으로 조직의 목표달성과 구성원들 상호간의 응집력을 높인다.

## 커뮤니케이션 모형
커뮤니케이션 모형은 인간의 커뮤니케이션 과정을 설명하기 위한 개념 모형이다. 커뮤니케이션의 최초의 주요한 모형은 1949년 Bell 연구소의 Claude Elwood Shannon과 Warren Weaver가 고안했다.
의사소통은 메시지의 발신과 수신, 혹은 정보를 한곳에서 다른곳으로 전송하는 것을 기본개념으로 한다.

### Shannon and Weaver

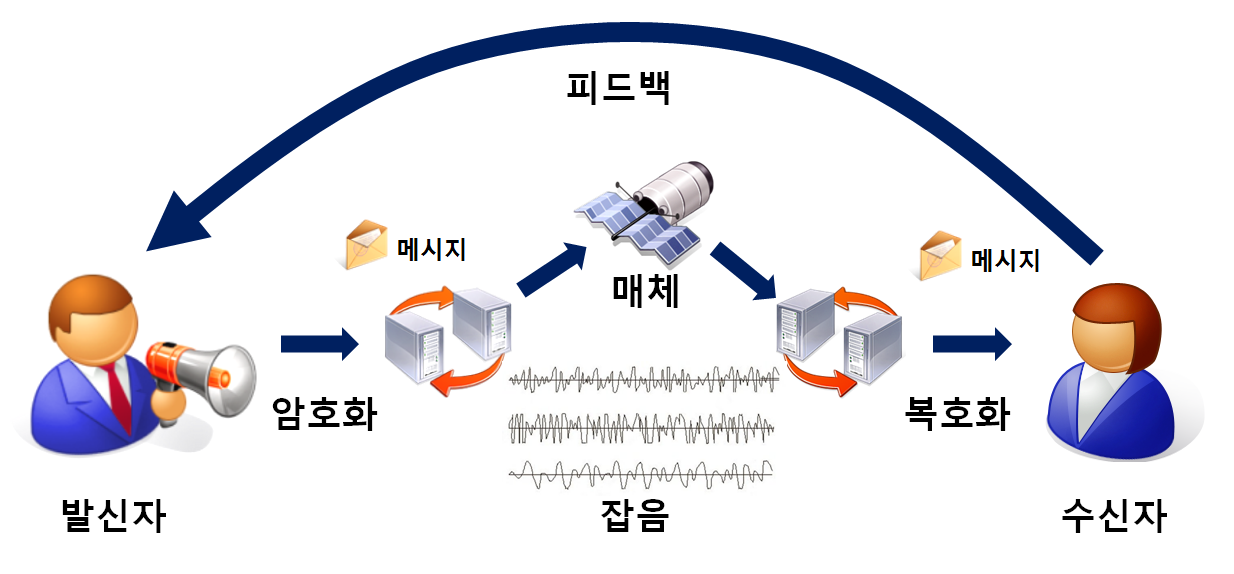
샤넌웨버 커뮤니케이션모델

새로운 모형은 전파와 전화 기술을 반영하도록 설계되었다. 그들의 초기모형은 발신자, 채널, 수신자 세 주요 부분으로 이루어져있다. 발신자는 사람이 말하는 전화기의 부분이고, 채널은 전화 그 자체이며, 수신자는 다른 사람이 듣는 전화기의 부분이다. 또한 Shannon과 Weaver는 전화를 들을 때 종종 방해를 일으키는 것도 잡음으로 간주하여 인정하였다. 잡음은 신호의 결핍(끊어짐) 또한 포함한다.
전송 모형이나 커뮤니케이션의 일반적인 관점에서 거론되는 간단한 모형에서는 정보나 내용물은 특정한 형태로(언어로 말해지는 것과 같은) 화자나 부호기로부터 목적지, 청자, 해독기로 보내어진다. 이러한 일반적인 커뮤니케이션의 개념은 커뮤니케이션을 정보를 송신하고 수신하는 수단으로 본다. 이 모형의 강점은 단순성, 일반성, 정량화 가능성이다. 수학자인 Claude Shannon 과 Warren Weaver는 이 모형을 기반으로 다음과 같은 요소들을 구축하였다
- 메시지를 생산하는 정보의 근원지
- 메시지를 신호로 바꾸는 발신기
- 메시지 전송에 적합하도록 조정된 채널
- 신호를 메시지로 해독(복원)하는 수신기
- 메시지가 도착하는 목적지

Shannon과 Weaver는 이 커뮤니케이션에 관한 개념에는 세 단계의 문제가 있다고 주장했다.
- 기술적 문제: 메시지가 얼마나 정확하게 전송될 수 있는가
- 의미상 문제: 그 의미가 얼마나 정확하게 전달될 수 있는가
- 유효성 문제: 전달된 의미가 얼마나 효과적으로 행동에 영향을 줄 것인가

Daniel Chandler는 전송 모형을 다음과 같이 비판하였다.
- 전달자를 고립되어있는 개인으로 가정하였다.
- 상이한 목적을 감안하지 않는다..
- 상이한 해석을 감안하지 않는다.
- 동등하지 않은 세력관계를 감안하지 않는다.

### Berlo

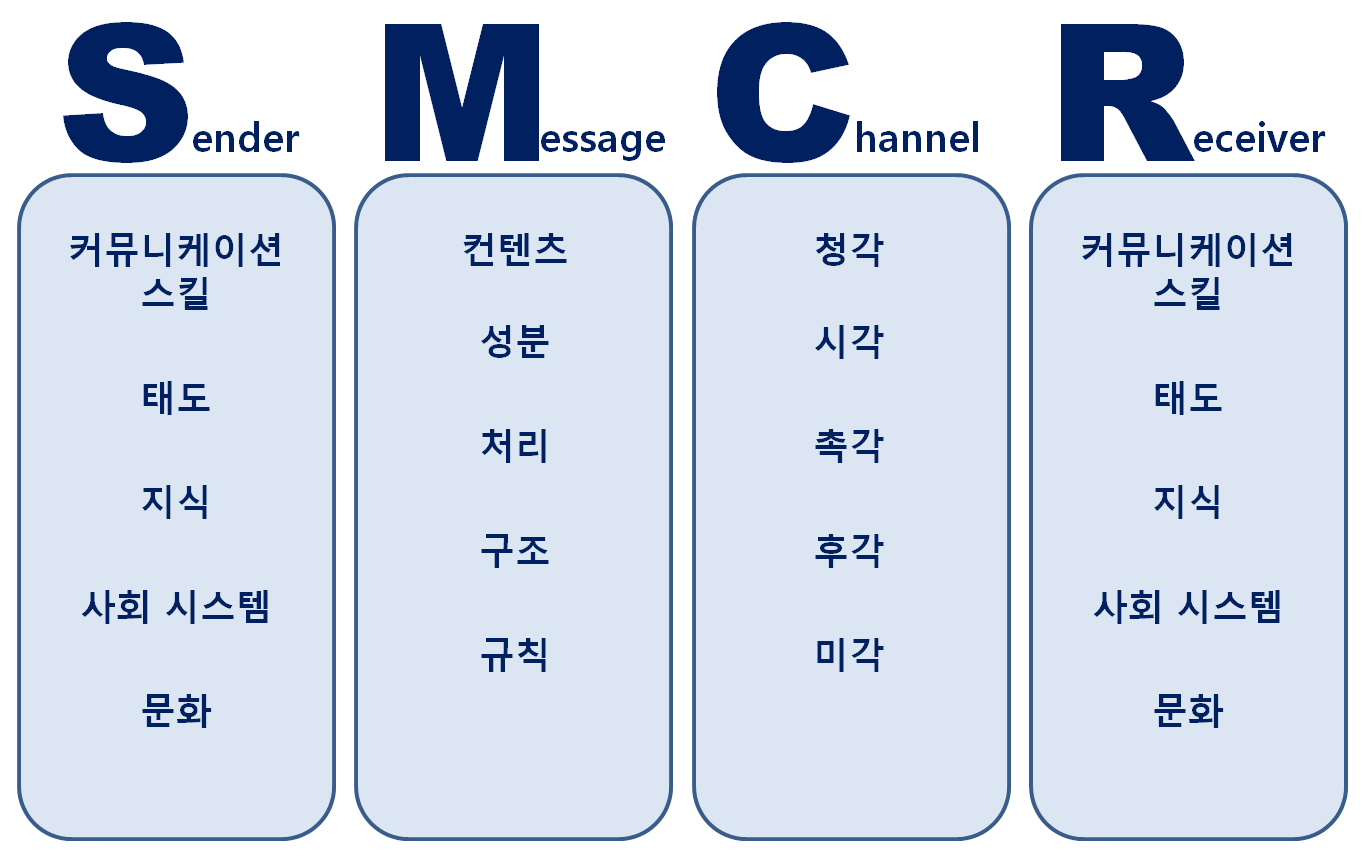
SMCR 모형

1960년, David Berlo는 Shannon과 Weaver의 1949년 선형 커뮤니케이션 모형을 확장하였고, 송신자(Sender)-메시지(Message)-채널(Channel)-수신자(Receiver) SMCR 커뮤니케이션 모형을 만들었다.
SMCR 커뮤니케이션 모형은 기존의 커뮤니케이션 모형을 명확한 부분으로 분리하였고, 다른 학자들에 의하여 확장되었다.

### Schramm
커뮤니케이션은 일반적으로 몇 가지 중요한 차원으로 설명된다.
- 메시지(커뮤니케이션 하고자 하는 내용이)
- 근원지/발신자/부호기(누구에 의해)
- 형태(어떤 형태로)
- 채널(어떤 매체를 통하여),
- 목적지/수신자/대상/복호기(누구에게)

Wilbur Schramm (1954) 은 또한 우리는 메시지가 대상에 미치는 영향에 대해서도 조사해야 한다고 지적했다.
커뮤니케이션은 당사자 간 지식과 경험을 부여하는 행동, 조언하고 명령하는 행동, 질문하는 행동을 포함한다. 이러한 행동은 다양한 커뮤니케이션 수단에 의해 많은 형태를 갖는다. 그 형태는 조직 커뮤니케이션 능력에 따라 달라진다. 커뮤니케이션 하는 내용물과 그 형태가 목적지를 향해 보내는 메시지를 함께 만들어낸다. 그 대상은 자기 자신이 될 수도 있고, 다른 사람이나 존재, 혹은 또 다른 독립적인 개체(기업이나 조직 등)가 될수도 있다.
커뮤니케이션의 정보 전송 과정은 세 단계의 기호학적 규칙으로 볼 수 있다.
- 통사적 (기호와 상징의 형식적 특성)
- 실용적 (기호/표현과 그것을 사용하는 사용자 사이의 관계와 연관)
- 의미론적 (기호와 상징 사이의 관계와 그것들이 대표하는 것에 관한 연구)

따라서, 커뮤니케이션은 상호작용하는 최소한 둘 이상의개체 혹은 집단이 일반적인 기호와 기호 규칙을 공유하는 사회적 상호작용이다. 어떤 의미에서 이 일반적인 규칙은 일기나 혼잣말을 통한 개인 내에서의 커뮤니케이션이나 사회에서 상호작용을 통하여 얻어지는 커뮤니케이션의 능숙도 같은 부가적으로 따라오는 현상들은 무시한다.

### Barnlund
이러한 약점을 감안하여, Barnlund는 교환적 커뮤니케이션 모형을 제안했다.(1970)
교환적 커뮤니케이션 모형은 메시지의 발신과 수신이 동시에 관여하는 것을 전제로 한다.
발신자와 수신자는 조금 더 복잡한 형태로 상호 연결되어있다. 구성요소 모형이나 구성주의 관점과 관련한 이 커뮤니케이션에 대한 두번째 견해는 개인들이 커뮤니케이션을 할 때 주고받을 메시지가 해석되는 방식을 결정하는 요소에 집중한다.
커뮤니케이션은 도관(정보가 한 개인으로부터 다른 개인에게 이동하고 이 정보가 커뮤니케이션 그 자체로부터 분리되는 통로)으로 간주된다. 특정한 어떤 커뮤니케이션의 사례는 발화행위로 불린다. 발신자의 개인적인 필터와 수신자의 개인적인 필터는 서로 다른 지역적 전통, 문화, 성별(기타 메시지 내용이 가진 의미를 바꿀 수 있는 것들)에 따라 달라진다.
발화행위는 내용의 수신과 해독을 불완전하게 할 수 있는 “커뮤니케이션 잡음”이 있는 상황에서는 원하는 효과를 성취할 수 없게 한다. 이 부호화-전송-수신-복호화 모형의 한가지 문제는 부호화와 복호화과정들이 발신자와 수신자 각각이 거의 동일한 코드일람표와 같은 기능을 하는 것을 갖고 있는 것을 암시하지만 모형 어디에도 묘사되어있지 않아서 구상에의 어려움을 만든다.
공동규제이론에서는 커뮤니케이션을 정보의 개별적인 교환 보다는 창조적이고 역동적인 공정의 연속 이라고 설명한다.
캐나다의 미디어학자 Harold Innis는 사람들은 커뮤니케이션할 때 서로 다른 형태의 매체를 사용하고 그들이 사용하기로 정한 방식이 사회의 형태와 그 사회의 내구성에 영향을 미칠 가능성이 있다는 이론을 갖고 있었다.(Wark, McKenzie 1997)
그가 든 유명한 예시로는 고대 이집트인들과 그들이 돌과 파피루스를 매체로 만든 방식이 있다. 그는 파피루스를 “공간 결속”이라고 표현했다. 파피루스는 기록된 명령이 공간과 제국영토를 뛰어넘어 원거리에서 군사 작전과 식민지 관리의 전개를 가능하게 했다. 또 다른 하나인 돌은 “시간 결속”으로써 사원과 피라미드를 건설하여 대대로 그들의 권위를 이어가게 하였고, 그들 사회에서의 커뮤니케이션의 형태를 형성하고 변화시킬 수 있도록 하였다.

### 선형 모형

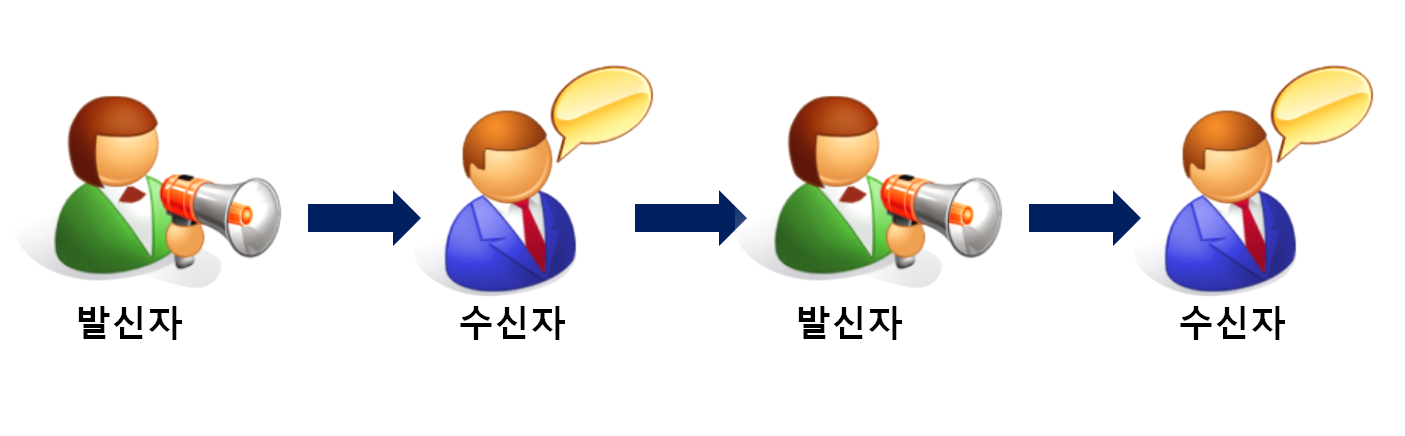
선형 모델

단방향 커뮤니케이션 모형. 메시지를 부호화하는 발신자와 그 메시지를 잡음이 존재하는 상황을 포함하여 수신자에게 전달하는 것으로 구성되어있다. 이 모형에는 정보의 지속적인 교환을 가능하게 할 피드백 과정이 없다. 이 형태의 커뮤니케이션은 어떠한 피드백이나 응답, 잡음을 고려하지 않은 단방향이다. (F.N.S. Palma, 1993)

### 상호작용 / 수렴 모형

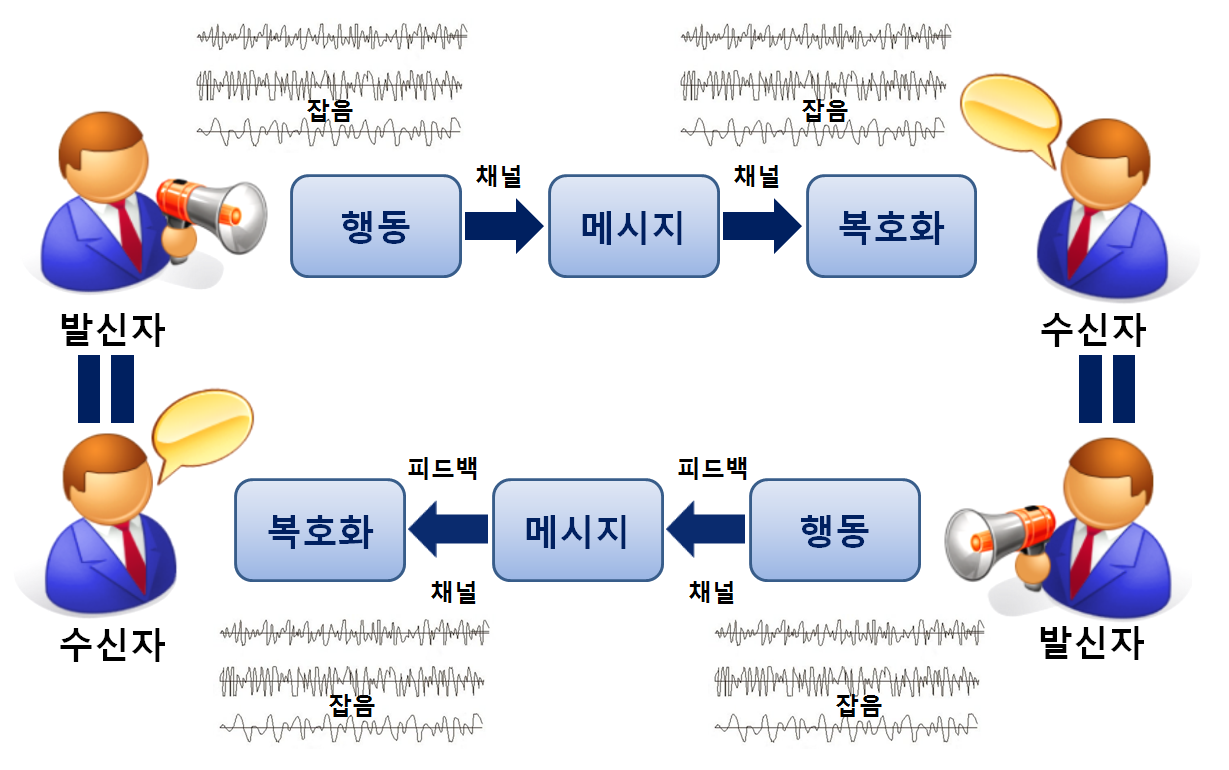
상호작용 모델

선형모형 두개가 서로 윗부분에 쌓여있는 모형이다. 발신자가 메시지를 수신자에 전달하고, 수신자는 발신자가 되어 메시지를 원래의 발신자에게 전달한다. 이 모형은 피드백을 더하여 커뮤니케이션이 단방향이 아닌 양방향의 과정임을 보여주었다. 또한 이 모형은 인간의 문화적 배경, 도덕성, 지리학적 위치나 일상에서 쌓인 개인적인 경험까지 포함한 “경험의 영역”을 갖고 있다.
(결점: 피드백이 있기는 하지만 동시에 일어나지 않음.)

### 교환 모형

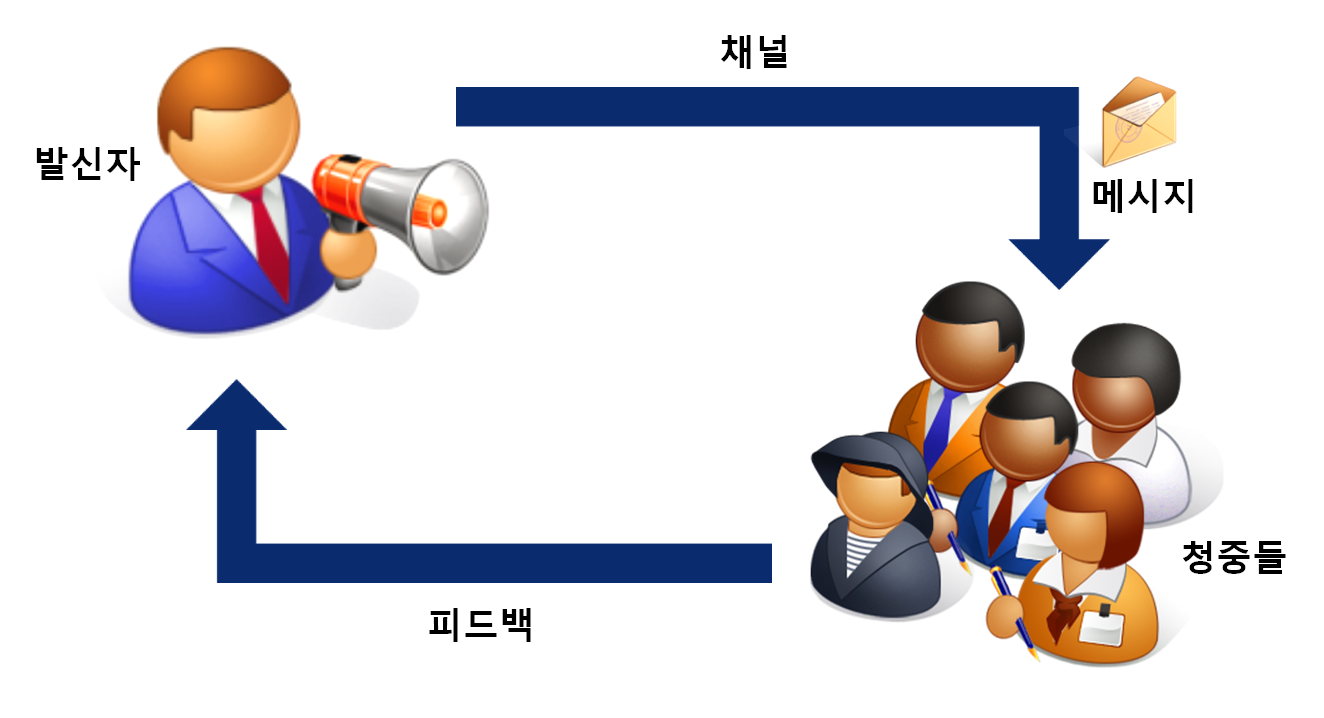
교환 모델

정보나 메시지의 교환에 참여한 사람들이 커뮤니케이션을 통하여 연결된다고 가정한다. 먼저 사람들 각각이 발신자, 수신자 역할을 하는 것이 아닌 발신-수신자 역할을 한다고 인식한다. 둘째로, 커뮤니케이션이 관련된 모든 당사자에 영향을 미친다고 인식한다. 그리하여 커뮤니케이션은 유기적이고 동시적으로 이루어진다.
대부분의 대화가 이것과 유사하다. 또한 교환모형은 커뮤니케이션 환경(인간에게 주어진 정보를 어떻게 해석하는가에 관한)을 상징하는 영역을 설명하였다. 이 영역이 겹치는 부분은 커뮤니케이션을 하는 사람들이 메시지에 대해 같은 의미를 공유하는 것을 의미하여 가장 효과적으로 커뮤니케이션이 이루어지는 영역이다.

## 커뮤니케이션 유형
집단에서의 커뮤니케이션유형은 집단구성원간에 이루어지는 정보교환의 흐름에 따라 다음 그림과 같이 5가지 모양으로 구분된다.
| 구분            | 사슬-연쇄형     | Y형             | 수레바퀴형              | 원형            | 개방-스타형 |
| --------------- | --------------- | --------------- | ----------------------- | --------------- | ----------- |
| 권한의 집중     | 고              | 중              | 중                      | 저              | 매우 저     |
| 소통 속도       | 중              | 중              | 단순업무:고/복잡업무:저 | 단합:고/개별:저 | 고          |
| 소통의 정확도   | 서면:고/언어:저 | 단순:고/복잡:저 | 단순직무:고/복잡직무:저 | 단합:고/개별:저 | 저          |
| 구성원 만족도   | 저              | 중              | 저                      | 고              | 고          |
| 의사결정 속도   | 저              | 중              | 중                      | 저              | 고          |
| 의사결정 수용도 | 저              | 중              | 중                      | 고              | 고          |
| 조직구조 형태   | 길다            | 길다            | 평면구조                | 평면구조        | 평면 구조   |

### 수레바퀴형
정보의 전달과 의사결정이 신속하여, 실생활에 적합하지만, 복잡하고 많은 정보가 필요한 의사결정에는 적합하지 않다. 리더가 잘못결정하게 되면, 오류가 일어나기 때문이다. 신중한 의사결정에는 바퀴형이 맞지가 않다. 구성원이 한 사람의 감독자에게만 보고하는 작업집단에서 이루어지는 커뮤니케이션 유형이다.
가운데 사람이 커뮤니케이션의 중심인물이며 다른 구성원은 중심인물과만 커뮤니케이션이 가능하다. 이는 집단 내에 특정한 리더가 있을 때 발생한다. 특정의 리더에 의해서 모든 정보의 전달이 이루어지기 때문에 정보가 특정 리더에게 집중되는 현상을 보인다. 공장의 작업원들이 한 감독자에게 보고를 하고 그에게 기술을 전수받는 형태가 이에 속한다. 이 방법은 힘이 한곳에 집중되어 구성원들 간의 정보공유가 안 된다는 단점을 가지고 있다.

### 사슬/연쇄형
연쇄형에서는 커뮤니케이션이 위,아래로만 이루어지며,일반적으로 고층조직 (tall organization)에서 공식적인 명령계통이 이에 해당한다.
이는 공식적인 계통과 수직적인 경로를 통해서 의사(정보)전달이 이루어지는 형태이다. 그러므로 명령과 권한의 체계가 명확한 공식적인 조직에서 사용되는 커뮤니케이션 네트워크이다.
조직의 라인이 가장 대표적인 예라고 할 수 있다. 일원화되어 있는 계통을 통해서 최고경영자의 의사가 말단 일선 작업자에게까지 전달되며 그 반대의 경우도 똑 같은 명령사슬을 통하게 된다. 사장이 직접 과장에게 지시하는 것이 아닌 담당임원 >부장 >과장 >대리 > 사원 등과 같이 연쇄적으로 지시가 전달된다. 관료적 조직이나 공식화가 진행된 조직에서 이러한 네트워크 형태를 쉽게 발견할 수 있으며 사슬이 갈수록 정보왜곡의 가능성은 커진다.
오늘날에는 이러한 유형의 네트워크가 갖은 비효율을 타파하기 위하여 팀, 그룹제 등이 많이 사용된다.

### Y형
Y형은 연쇄형과 바퀴형이 혼합된 네트워크이다. 연쇄형과 같이 연속적 커뮤니케이션과 바퀴형의 중심인물로 중심으로 커뮤니케이션이 이루어진다.
이 형태는 수레바퀴형에서 와는 달리 집단 내에 특정의 리더가 있는 것은 아니지만, 비교적 집단을 대표할 수 있는 인물이 있는 경우에 나타난다. 특히 라인과 스텝의 혼합집단에서 찾아볼 수 있으며 단순한 문제를 해결하는데 있어서의 정확도는 비교적 높다.
위의 그림에서 볼 수 있듯이 조정역인 중심점을 통해야만 전체 커뮤니케이션이 이루어지게 된다. 즉 서로 다른 집단(라인과 스텝)에 속한 사람들 간의 커뮤니케이션에 있어 조정역을 필요로 할 때 사용될 수 있다.

### 원형
구성원 간의 상호작용이 집중되어 있지 않고 널리 분산되어 있는 커뮤니케이션 네트워크이다. 그러므로 커뮤니케이션의 의사전달속도가 느리다. 자신의 정보가 모두 전달되며, 어느정도 피드백까지 받기 때문에 만족감이 높다. 태스크포스(task force)나 위원회조직 같은 조직에서 나타나는 유형으로 수평적 네트워크를 형성한다.
위 유형은 권력의 집중도 없고, 지위의 고·하도 없는 조직에서 특정 문제해결을 위해 나타난다. 물론 이 방법에서는 문제해결 과정이 상당히 민주적이라고 할 수는 있지만 집단사고의 문제점이나, 차선의 결정을 내릴 위험도 있다.

### 개방/스타형/전채널/완전연결형
포도넝쿨(grapevine)과 같은 비공식적 커뮤니케이션 네트워크에 해당한다. 사슬형보다는 정보전달이 느리지만, 원형이나 바퀴형보다는 빠르다. 이 유형에서는 공식적 및 비공식적 리더가 없이 구성원 누구나 커뮤니케이션을 할 수 있는 유형이다.
이는 위에서 말한 비공식적인 커뮤니케이션 방법으로서 구성원 정체가 서로의 의견이나 정보를 자유의지에 따라 교환하는 형태이다.
이 형태는 오늘날 조직에서 많이 나타나고 있는 형태이다. 일정한 규칙 없이 자유롭게 의견교환이 이루어지다 보면 창의적이고 참신한 아이디어 산출이 가능해진다. ㅇ광고 문안을 만들거나, 새로운 대안을 찾아내려 할 때 브레인스토밍 과정에서 사용된다.

## 공식적 커뮤니케이션
공식적 커뮤니케이션은 권한의 체계와 절차적 관계가 분명한 상태에서 이루어지는 커뮤니케이션을 의미한다.
권한 체계와 관계가 명확한 상태에서 이루어지기 때문에 상급자가 업무처리에서의 변동사항이나 공지사항을 부하직원들과 상의하며 적시에 공지하는 커뮤니케이션 채널을 중시하는 경향이 있다(Churden & Sherman, 1977).
일반적으로 조직 내에서 이루어지는 결재행위나 문서 전달, 공식회의, 보고 등의 행위에서 나타나며, 커뮤니케이션을 둘러싼 권한을 중심으로 다시 상향식, 하향식, 수평식 커뮤니케이션 형태로 분류된다(Dunham, 1984).

### 상향적 커뮤니케이션
상항적 커뮤니케이션은 조직의 하층에서 상층으로 올라가는 커뮤니케이션이다. 특히 이는 조직 구성원의 참여의식이 강한 경우 나타나는 커뮤니케이션의 유형으로 이를 통해 관리자가 얻을 수 있는 것은 종업원의 참여(participation)를 통한 직무 관여(job involvement), 조직 및 직무몰입(commitment)을 이끌어 낼 수 있다는 것이다.
즉, 조직원들 간의 효과적인 커뮤니케이션과 내부 결속력을 강화할 수 있다. 명령계통을 대응하는 불만처리절차, 보고, 내부결재, 제안제도, 상담 하급자의 태도 및 고충 등 조직의 업무와 관련된 내용부터 개인적인 부분까지 정보의 흐름이 일어나는 것이 이에 해당한다.
조직 내 상급자와 하급자 사이에 쌍방향 커뮤니케이션을 가능하게 한다는 점에서 중요하지만, 대부분의 조직이 위계질서 체계를 가지고 있는 관료적인 구조로 되어 있기 때문에 상향적 커뮤니케이션이 활발히 이루어지기 위해서는 하급자의 적극적인 태도와 상급자의 개방성과 적극적으로 받아들이는 태도가 필요하다.
또, 하급자에서 상급자로 의사가 전달되는 과정에서 정보의 선택과 여과를 통해 역시 초기정보가 그대로 전달되지 않는다는 문제점이 있다.

### 하향적 커뮤니케이션
하향적 커뮤니케이션은 일반적으로 조직의 명령계통을 통해서 위로부터 아래로 전달되는 명령이나 지시 등을 포함하는 커뮤니케이션이다. 이런 하향식 커뮤니케이션은 ‘관리적 커뮤니케이션’ 또는 ‘상의하달 커뮤니케이션’이라고도 하는데, 하향적 커뮤니케이션을 적절히 활용하기 위해서는 하급자가 이해할 수 있도록 내용이 명확해야 하며, 아래에서의 수용가능성이 매우 높아야 하고 일관성과 적시성도 있어야 한다.
명령, 게시판, 사내보, 서신, 팜플렛 등 조직에서 조직 구성원에게 필요한 정보나 조직의 목표, 가치, 비전 등을 전달하는 것들이 하향식 커뮤니케이션에 해당된다.
하향적 커뮤니케이션은 업무에 관련된 정보, 조직의 정책과 실행방법 그리고 사명감을 고취시키기 위한 관리직의 의도와 정보 등을 적시적으로 명확하게 구성원들에게 전달함으로써 조직 전체의 효율성을 향상시키는 주요한 커뮤니케이션 루트(Katz & Kahn, 1966; 신철호, 2005) 로서 그 중요성을 갖는다.
그러나 하향적 커뮤니케이션은 조직 내 커뮤니케이션 분위기가 권위적이고 위계적인 경우가 많기 때문에 정보의 전달 과정에서 불필요한 정보가 전달될 우려가 있다. 또, 스캔넬(E. E. Scannel)에 의하면, 하향식 커뮤니케이션이 여러 계층(다섯 계층)이나 사람을 거치면서 초기정보의 80%가 손실 혹은 왜곡되어 신뢰성의 문제가 발생하게 된다고 보고하고 있다(홍순이 외 1인 1998).

### 수평적 커뮤니케이션
수평적 커뮤니케이션은 횡단적 커뮤니케이션이라고도 하며 조직의 위계 수준이 같은 구성원 간 또는 부서 간의 커뮤니케이션을 일컫는다. 위계적이지 않고 개방적이며, 자유로운 커뮤니케이션으로 조직 내 구성원과 부서간 사이에 조절의 기능을 수행하는 협력적인 성격을 보여준다.
조직의 부서 간 혹은 구성원 간의 협조를 통해 공통된 목표달성을 가능하게 하고, 업무 수행 과정에서 발생하는 위기와 문제를 해결한다. 또한 다양한 구성원들의 정보공유를 통해 유기적 상호작용이 가능하기 때문에 정보 분담의 기능을 한다.
이와 같이 조직 내 수평적 커뮤니케이션은 서로 다른 부서간 사이에 발생할 수 있는 갈등과 문제점을 유연하게 대처하고 해결을 촉진시킬 수 있으며, 적절한 수평적 커뮤니케이션은 동료 간의 업무협조를 증진시킬 뿐만 아니라 상사와 부하의 사이에 수직적 커뮤니케이션도 원활하게 해주는 중요한 특징을 갖는다(홍기선, 1984).
수평적 커뮤니케이션에는 사전 협의, 위원회, 회람, 각종 회의 등이 해당된다.

## 비공식적 커뮤니케이션
비공식적 커뮤니케이션은 딱딱한 권위관계를 파괴한 커뮤니케이션으로서 직무 이외에 개인적 혹은 사회적 친분으로서 조직구성원의 욕구에 따라 자발적으로 이루어지는 커뮤니케이션을 말한다.
이러한 비공식적 커뮤니케이션을 ‘Grapevine;포도넝쿨’이라고도 하는데 이는 공식적 커뮤니케이션 채널인 전선이나 전화선에 포도 넝쿨이 어지럽게 얽혀있음을 비유한 말로서 메시지가 오도되어 나타는 사실과 다른 정보나 소문과 같은 의미로 사용된다.
과거에는 주로 이러한 비공식적 커뮤니케이션이 조직이나 조직 정책에 불만이나 불평을 초래하고, 특히 우리나라처럼 혈연이나 지연, 학연을 강조하는 사회에서 집단 간의 벽을 높이고 분화의식을 조장하여 조직 내 분위기를 해친다는 우려가 있었다.
반면 최근의 연구들은 비공식적 커뮤니케이션이 공식적 커뮤니케이션 채널보다 정보의 전달속도가 빠르고 그 영향력이 강하기 때문에 조직에 대한 타인들의 긍정적인 의사를 전달하는 경우 오히려 조직에 긍정적인 역할을 수행할 수도 있으며 공식적 커뮤니케이션으로는 부적절한 정보를 대신 전달함으로써 공식적 커뮤니케이션을 보완하는 기능을 수행하는 커뮤니케이션으로 인정하려는 경향이 두드러지고 있다.

### 현대 사회에서의 비공식적 커뮤니케이션 이슈(SNS, 메신저 등)
SNS(Social Network Service)는 온라인상에서 친구, 동료 등 지인과 인간관계를 강화하거나 새로운 인맥을 형성함으로써 폭넓은 인적 네트워크를 형성할 수 있게 해 주는 서비스이다. 스마트 폰 보급으로 이용자 수가 급증하면서, SNS는 사회전반에 걸쳐 활용되고 있다. 그리고 공동체적 관계와 교류를 유지하기 위해 SNS는 개인, 사회적 커뮤니케이션에 중요한 수단으로 자리 잡아가고 있다.
인스턴트 메시지는 인터넷상에서 이메일과 채팅, 다자간 동시 통화 기능을 합쳐 놓은 개념이라고 할 수 있다. 각각의 메시지들은 차이점이 존재하는데 이메일의 경우 사용자가 보낸 메시지는 상대방이 보기 전 까지는 내용이 전달되지 않지만, 인스턴트 메시지는 보내는 즉시 상대방의 화면에 내용이 표시 된다. 따라서 실시간 커뮤니케이션, 채팅이 가능해지는 것이다. 또한 인스턴트 메시지는 초기의 경우 일대일 대화만 가능했지만, 최근에는 다자간 동시 채팅도 가능해졌다.
최근 SNS 및 인스턴트 메시지들 간 경계가 모호해지고 있으며, 상호 기능 공유 등으로의 서로의 영역이 확장되고 있다.
SNS는 온라인 특성상 직접 만나지 않고도 타인과 커뮤니케이션을 할 수 있기 때문에 현대인들의 새로운 인맥관리 수단으로 중시되고 있고, 집단적 관계 유지를 위한 수단으로도 사용된다.
인스턴트 메시지는 조직 내에서 비공식적인 커뮤니케이션 수단으로 활용될 수 있다. 본래 조직에서는 티타임으로 불리는 오프라인 상 비공식적 커뮤니케이션 수단만 존재했었다. 조직 구성원들은 차를 마시거나 물을 마시는 과정에서 자연스럽게 커뮤니케이션을 하게 되는데, 이는 곧 다양한 관계 형성의 밑거름이 되었다. 현대에 들어와서 등장한 인스턴트 메시지는 온라인상에 존재하는 티타임과 같다고 할 수 있다. 즉 온라인 상 비공식적 커뮤니케이션 수단이 될 수 있는 것이다.
비공식적 커뮤니케이션에 대한 연구에 의하면 티타임이나 커피 브레이크와 같은 커뮤니케이션 시간은 조직 업무 성과에 긍정적인 영향을 미친다고 보고되었다.
이에 따라 최근 떠오르고 있는 온라인 상 비공식적 커뮤니케이션에 대해서도 다음과 같은 내용의 연구가 진행되었다(이종만, 2013).
| 연구변수                | 정 의                                                      |
| ----------------------- | ---------------------------------------------------------- |
| 티타임                  | 업무 중 오프라인에서 갖는 1일 티타임 시간                  |
| 조직내부인과의 카카오톡 | 업무 중 온라인상에서 조직내부인과 나누는 1일 카카오톡 시간 |
| 조직외부인과의 카카오톡 | 업무 중 온라인상에서 조직외부인과 나누는 1일 카카오톡 시간 |
| 성과                    | 스마트폰 사용 이후 100점 만점 기준 업무 평가 평균값        |

컴퓨터를 사용할 줄 아는 직장인을 대상으로 한 연구 결과에 따르면 주로 여성 직장인이 남성에 비해 비공식적 커뮤니케이션을 더 많이 사용하고 있음이 나타났다. 또한 상호의존도가 낮은 업무가 높은 업무에 비해 온라인상 비공식 커뮤니케이션 수단을 많이 이용하고 있는 것으로 파악되었다. 예외적으로 조직 외부인과의 카카오톡은 상호의존도가 높은 업무 군에서 나타났다.
대체적으로 업무 성과에 대해서는 카카오톡과 같은 온라인 비공식적 커뮤니케이션 수단이 업무에 긍정적인 영향을 미치는 것으로 나타났다. 이러한 결과는 주로 상호의존도가 낮은 업무에서 나타났으며, 상호의존도가 높은 업무의 경우에는 카카오톡이 업무 성과에 긍정적인 영향을 끼치지는 않는다고 나타났다. 그러나 오프라인 상 비공식적 커뮤니케이션 수단인 티타임은 업무에 긍정적인 영향을 미친다고 나타났다. 즉 온/오프라인에 관계없이 비공식적 커뮤니케이션은 조직 업무 성과에 긍정적인 영향을 끼칠 수 있다는 것이다. 이는 비공식적 커뮤니케이션이 조직 구성원들이 잠시나마 업무에서 벗어날 수 있게 해줌으로써 재충전을 시켜 줄 수 있고, 또한 비공식적 커뮤니케이션을 통해 다양한 개인적, 집단적 인간관계를 형성할 수 있게 함으로써 조직 구성원 간 유대감 형성에 기여 할 수 있음을 의미한다. 결과적으로 이러한 재충전 시간이나 유대감 형성은 조직성과에 긍정적인 영향을 미칠 수 있다는 것이다.

## 참조
1. ↑  김현주, 2015, 리더의 커뮤니케이션 유형이 조직원의 동기부여와 조직몰입에 미치는 영향, 명지대학교
2. ↑  김진석, 2007, 상사의 커뮤니케이션 유형이 부하직원의 자기효능감에 미치는 영향, 고려대학교 교육대학원 석사학위 논문
3. ↑  James L. Bowdick and Anthony F. Buono, 1985, A Primer on Onganizational Behavior, New York: John Wiley & Sone, p.81.
4. 1 2 3 4 5 6  김량희. (2014). “조직커뮤니케이션 유형이 기업경쟁력에 미치는 영향과 조직문화의 조절효과에 관한 연구.”. 《이화여자대학교 대학원》.
5. 1 2 3 4 5 6 7 8  최정숙. (2010). “조직내 커뮤니케이션유형에 따른 직무만족에 미치는 영향에 관한 연구: 강원도 춘천시에 근무하는 초등교사를 대상으로.”. 《강원대학교 대학원》.
6. 1 2  Shannon, C. E., & Weaver, W. (1949). The mathematical theory of communication. Urbana, Illinois: University of Illinois Press.
7. ↑  Crag, Robert T. (1999). Communication Theory as a Field. International Communication Association.
8. ↑  Chandler, Daniel (1994). The Transmission Model of Communication. University of Western Australia.
9. ↑  Berlo, D. K. (1960). The process of communication. New York, New York: Holt, Rinehart, & Winston.
10. ↑  Schramm, W. (1954). How communication works. In W. Schramm (Ed.), The process and effects of communication (p. 3-26). Urbana, Ilinois: University of Ilinois Press.
11. ↑  Barnlund, D. C. (2008). A transactional model of communication, In. C. D. Mortensen (Eds.),Communication theory (2nd ed., pp47-57). New Brunswick, New Jersy: Transaction.
12. ↑  Wikipedia, Models of Communication, 번역
13. ↑  신유필. 경영학원론. 다산출판사. 2011.
14. ↑  박상범 외 2명. 현대 경영학원론. 탑북스. 2014. p384~386
15. ↑  백기복. 조직행동연구. 제4판. 창민사. 2006
16. ↑  Chruden, H. & A. Sherman ,1977, Personal Manage ment, South-Western Publishing Co.
17. ↑  이건혁 ,2012, 커뮤니이션과 참여, 그리고 조직 성과-지식공유와 신뢰의 매개 효과, 언론과학연구 12(3): p268-300.
18. ↑  Katz, D. & R. L. Kahn ,1966, Organizations and the system concept, The social psychology of organizations 1: p14-29.
19. ↑  오두범 ,1994, 조직커뮤니케이션 원론, 서울대학교
20. ↑  Luthans, F., et al. ,1985, Organizational commitment: A comparison of American, Japanese, and Korean employees, Academy of management journal 28(1): p213-219.
21. ↑  유시정 ,2006, 조직내 의사소통 환경이 직무만족과 몰입에 미치는 영향: 서비스 기업의 CEO 리더십 유형을 중심으로, 서비스경영학회지 7(2):p31-56.
22. ↑  이제홍, 『SNS 커뮤니케이션이 의사결정 준거점 결정요인에 관한 연구』, e-비즈니스연구 제13권 제3호, 2012, p342.
23. ↑  네이버 지식백과, 『IT용어사전』, -“인스턴트 메시지”, 한국정보통신기술협회.
24. ↑  네이버 지식백과, 『매일경제용어사전』, -“인스턴트 메시지”, 매경닷컴.
25. ↑  이종만, 『업무 중 비공식적 커뮤니케이션의 워터쿨러 효과-스마트폰 사용자의 카카오톡을 중심으로』, 한국콘텐츠학회논문지 제13권 제3호, 2013, p367~397.